# Microcèbe du Sambirano
Microcebus sambiranensis
Espèce
Statut de conservation UICN

 EN B1ab(i,iii) : En danger
Répartition géographique
Statut CITES
Le Microcèbe du Sambirano (Microcebus sambiranensis) est une espèce de microcèbes de Madagascar.

## Systématique
L'espèce Microcebus sambiranensis a été décrite en 2000 par Rodin M. Rasoloarison (d), Steven M. Goodman et Jörg Ulrich Ganzhorn (d),.

## Étymologie
Son épithète spécifique, composée de sambiran[o] et du suffixe latin -ensis, « qui vit dans, qui habite », fait référence au Sambirano, le fleuve du nord-ouest de Madagascar qui est le cours d'eau principal de la région où cette espèce a été découverte. 

## Publication originale
- (en) Rodin M. Rasoloarison, Steven M. Goodman et Jörg U. Ganzhorn, « Taxonomic Revision of Mouse Lemurs (Microcebus) in the Western Portions of Madagascar », International Journal of Primatology, Springer Science+Business Media, vol. 21, no 6,‎ 2000, p. 963-1019 (ISSN 0164-0291 et 1573-8604, OCLC 04556695, DOI 10.1023/A:1005511129475, lire en ligne).